# Jaworzyna (Porębska)
Jaworzyna, Jaworzyna Porębska – polana podwierzchołkowa na północnym grzbiecie Tobołczyka (969 m) w Gorcach. Nazwa polany wskazuje, że dawniej rosły tutaj jawory, obecnie jednak Tobołów porastają lasy głównie świerkowe. Drugi człon nazwy pochodzi od miejscowości Poręba Wielka, do której należy ta polana.
Z polany widoki na północną stronę, na Beskid Wyspowy i Beskid Makowski. Dawniej polana była intensywnie użytkowana, szczególnie od połowy XIX w. do II wojny światowej, gdy Podhale było przeludnione i rolniczo wykorzystywany był każdy skrawek ziemi. Po II wojnie światowej jednak, a szczególnie od lat 80. pasterstwo w Gorcach zaczęło się załamywać (z przyczyn ekonomicznych). Dawno niewypasana polana znacznie już zarosła borówczyskami i młodymi świerkami i jej los wydaje się już przesądzony – w wyniku naturalnej sukcesji ekologicznej zarośnie lasem, jak wiele innych gorczańskich polan. Gorczański Park Narodowy prowadzi czynną ochronę polan poprzez ich koszenie, Jaworzyna Porębska znajduje się jednak poza granicami tego parku.
W górnej części polany znajdował się kryty blachą szałas, zamknięty od 2011. Poniżej, po zachodniej stronie grzbietu znajduje się pojedynczy dom. Obok polany prowadzi szlak turystyczny z Koninek na Tobołów. Idąc nim należy zachować ostrożność. Na stokach Tobołowa i Tobolczyka bowiem poprowadzono kilka tras zjazdowych dla kolarzy górskich, którzy tutaj trenują m.in. zjazd na szybkość (freeride) i w niektórych miejscach ich tor zjazdowy przecina szlak turystyki pieszej. Jedna z tras zjazdowych kolarzy prowadzi skrajem górnej części Jaworzyny Porębskiej i są na niej drewniane podesty do skoków kolarskich.

## Szlaki turystyki pieszej
Koninki – Tobołów – Suchora – Obidowiec. Odległość 4,1 km, suma podejść 410 m, suma zejść 40 m, czas przejścia 1 godz 50 min, z powrotem 1 godz 10 min.

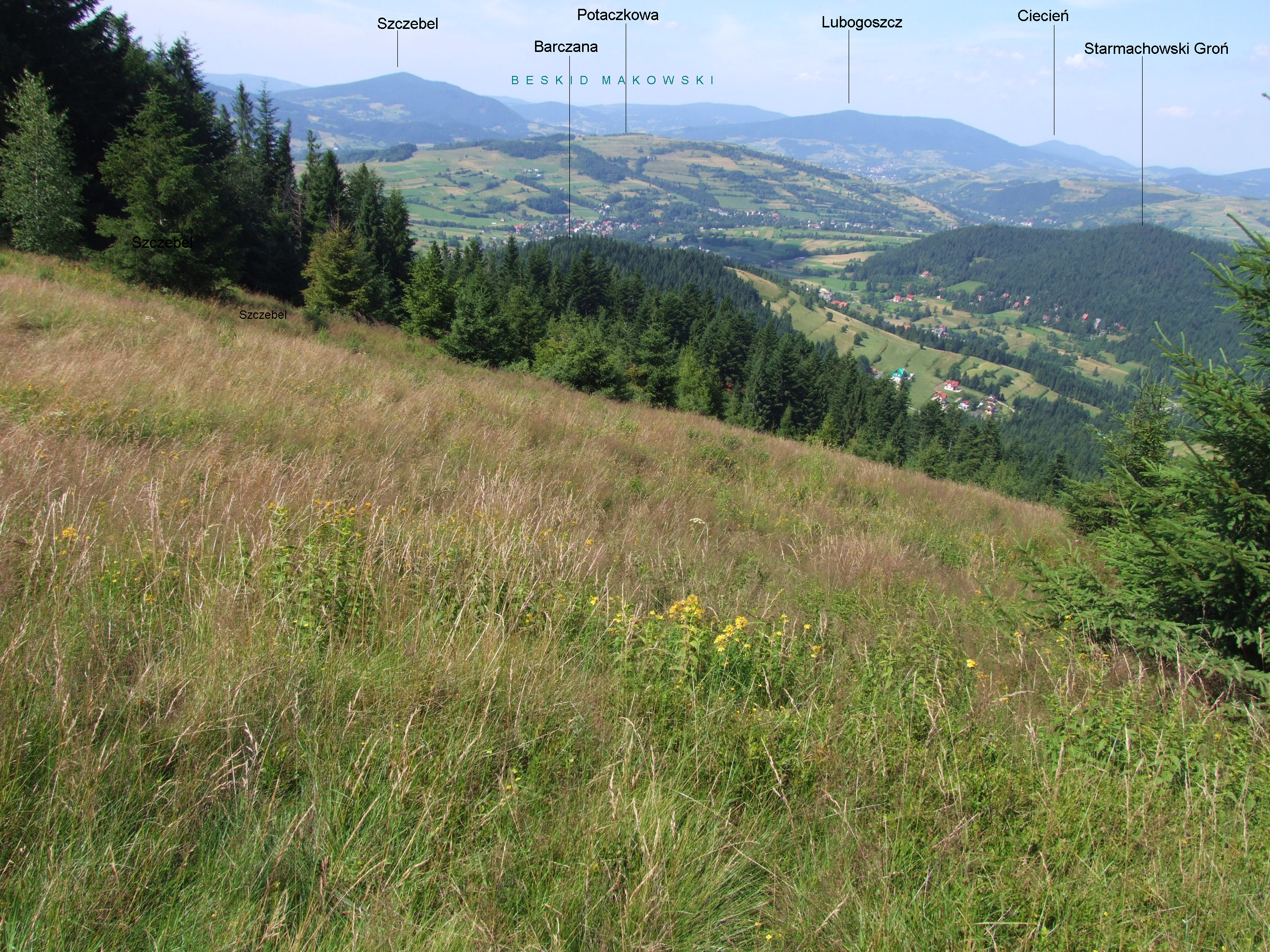
Jaworzyna Porębska i widok na północny zachód
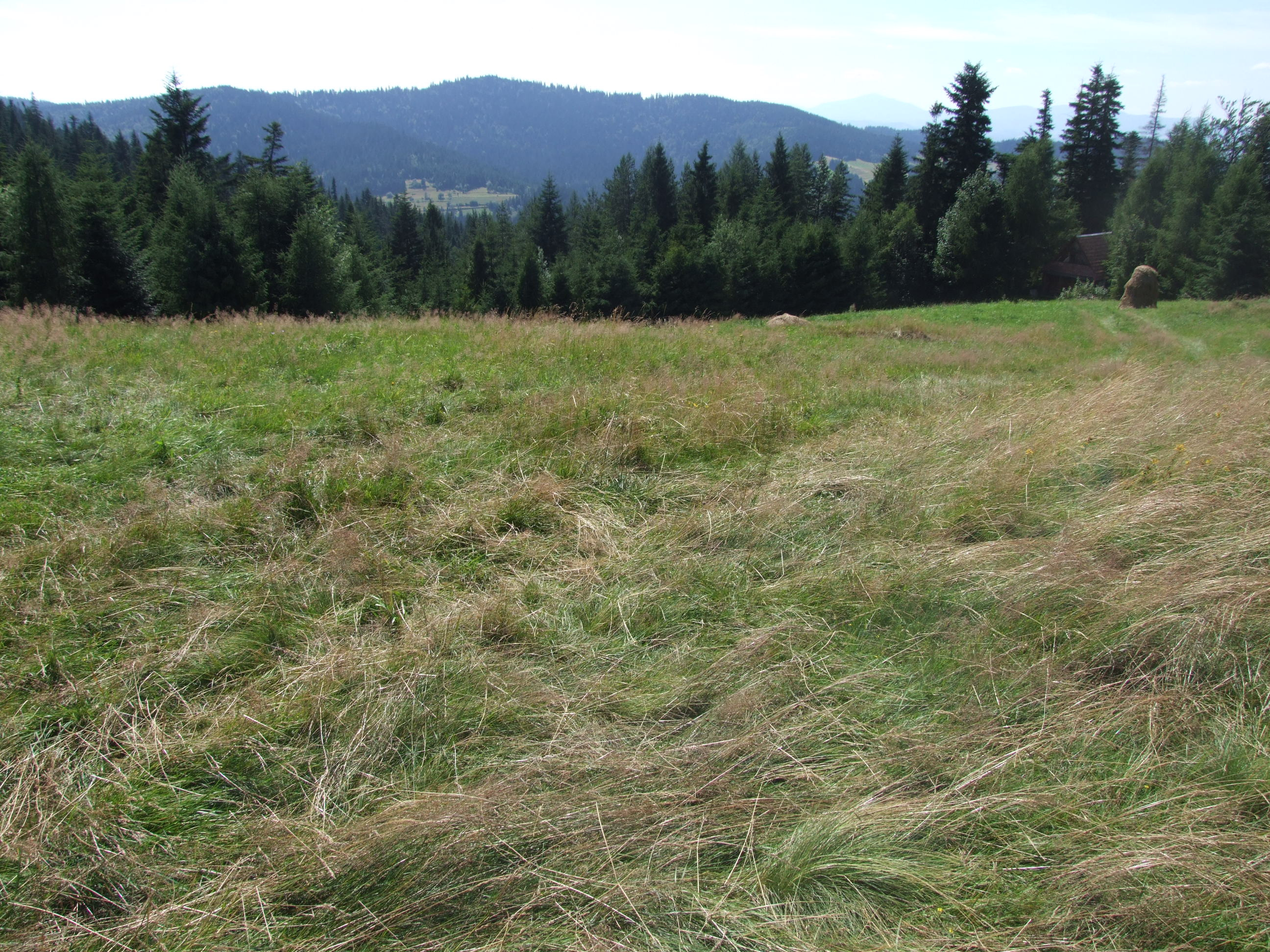